# さだまさしベスト
『さだまさしベスト』は、シンガーソングライターさだまさしの1994年12月21日発表のベスト・アルバムである。

## 概要
収録曲それぞれにゆかりの人物からメッセージが寄せられており、特に引退後にはメディアへの露出がほとんどない三浦百恵がこのアルバムに寄稿したことが芸能マスコミによって取り上げられた。
さだまさしの販売レコード会社（ワーナーミュージック・ジャパン→テイチクエンタテインメント→フォアレコード）の移籍により、1998年10月21日に一度目の再発売、更に2003年1月22日にはDSDリマスタリング豪華盤として二度目の再発売がされている。
このアルバムの続編として、2004年には『さだまさしベスト2〜通』、2007年には『さだまさしベスト3〜讃』が発売された。

## 収録曲
1. 北の国から〜遥かなる大地より〜
シングル曲。ドラマ『北の国から』の主題歌。
編曲：渡辺俊幸
2. 道化師のソネット
シングル曲。さだが主演・音楽監督を務めた映画『翔べイカロスの翼』の主題歌。
編曲：渡辺俊幸
3. 雨やどり
シングル曲（ライブ録音）。ワーナーミュージック・ジャパン音源。
編曲：渡辺俊幸
4. 案山子
シングル曲。アルバム『帰郷』からの収録。
編曲：渡辺俊幸
5. 関白宣言
シングル曲。
編曲：さだまさし・福田郁次郎、弦編曲：藤田大士
6. 関白失脚
シングル曲（ライブ録音）。
編曲：act21 Tour Band 各自てきとう
7. 秋桜
アルバム『帰郷』からの収録。
弦編曲：渡辺俊幸
8. 精霊流し
グレープ時代のシングル曲。アルバム『帰郷』からの収録。
編曲：さだまさし
9. 無縁坂
グレープ時代のシングル曲。アルバム『帰郷』からの収録。
編曲：信田かずお
10. 親父の一番長い日
シングル曲（ライブ録音）。
編曲：山本直純
11. 防人の詩
シングル曲。
編曲：渡辺俊幸
12. 風に立つライオン
アルバム『夢回帰線』からの収録。後にシングル・カットされた。
編曲：渡辺俊幸

- 全曲、作詩[2]・作曲：さだまさし